# Netzwerk Recherche
Netzwerk Recherche e. V. (NR) ist ein eingetragener, gemeinnütziger Verein mit Sitz in Berlin, der 2001 von Journalisten gegründet wurde.
Der Zweck des Vereins ist gemäß Satzung die Förderung der Bildung, insbesondere durch die Vermittlung von Recherchetechniken im Rahmen der journalistischen Ausbildung, die Vermittlung von Wissen über professionelle Recherche zur Qualitätssteigerung der Medienberichterstattung, die Information über Maßnahmen zur Wahrung der Medienkultur sowie die Vermittlung von Wissen und den Erfahrungsaustausch über investigativen Journalismus.

## Organisation
Dem Verein gehören 1000 Mitglieder an (Stand: April 2021), die Geschäftsstelle befindet sich im Haus der Demokratie und Menschenrechte in Berlin.
Erster Vorsitzender ist seit 2021 Daniel Drepper, stellvertretender Leiter der Recherchekooperation von NDR, WDR und Süddeutscher Zeitung. Zweite Vorsitzende ist Annelie Naumann, freie Journalistin, u. a. für ZDF Magazin Royale. Schatzmeister ist Christian Esser, Chefreporter Investigativ bei STERN und RTL News. Schriftführerin ist Elisa Simantke, Geschäftsführerin Investigate Europe. Beisitzer sind Hakan Tanriverdi, Reporter Bayerischer Rundfunk, Anna Behrend, Datenjournalistin im „NDR Data“-Team des Norddeutschen Rundfunks, Lena Kampf, stellvertretende Leiterin im Ressort Investigative Recherche der Süddeutschen Zeitung, Cordula Meyer, Leiterin des Ressorts Deutschland beim Nachrichtenmagazin Der Spiegel. Vom Vorstand kooptierte Vorstandsmitglieder sind Christina Elmer, Professorin für Datenjournalismus an der TU Dortmund, Barbara Junge, Co-Chefredakteurin der taz, Stefanie Dodt, Investigativjournalistin beim Norddeutschen Rundfunks, Christian Deker, Redakteur für ZDF Magazin Royale und heute-show online, Jonathan Sachse, Leiter Correctiv.Lokal, Margherita Bettoni, Investigativjournalistin mit den Schwerpunkten Organisierte Kriminalität und sexualisierte Gewalt, Martin Kaul, Journalist im Investigativressort des Westdeutschen Rundfunks in der Recherchekooperation von NDR, WDR und Süddeutscher Zeitung.
Co-Geschäftsführer sind Yann Werner Prell und Thomas Schnedler.

## Aktivitäten
Der Verein veranstaltet Tagungen und Seminare wie z. B. die jährliche Jahreskonferenz beim Norddeutschen Rundfunk in Hamburg. Praxisworkshops, Erzählcafés und Podiumsdiskussionen behandeln Themen wie Datenjournalismus, Recherchemethodik, Presserecht oder Lokaljournalismus. Medienpolitische Debatten widmen sich z. B. der Frage, wie der Qualitätsjournalismus gesichert werden kann und wie die Medien auf Herausforderungen wie Hate Speech reagieren sollen. Fachkonferenzen befassen sich mit Themen wie dem Verbraucherjournalismus, der verdeckten Recherche, dem gemeinnützigen Journalismus oder den Lehren aus dem Claas-Relotius-Fälschungsskandal. Bei seinen Veranstaltungen kooperiert der Verein u. a. mit öffentlich-rechtlichen Sendeanstalten, Medienunternehmen, Hochschulen und anderen Institutionen der journalistischen Aus- und Fortbildung.
Er gibt zahlreiche Publikationen heraus, wie z. B. die kostenlose Reihe nr-Werkstatt. Über wichtige medienpolitische Ereignisse mit Recherchebezug, Gerichtsentscheidungen und Branchendebatten informiert der monatliche Newsletter. Der regionalen und lokalen Vernetzung dienen Stammtische, bei denen Gäste über Recherchefragen referieren.
Er vergibt Preise wie z. B. den Leuchtturm-Preis als Auszeichnung für besondere publizistische Leistungen oder den Negativpreis Verschlossene Auster für Informationsblockierer.
Er vergibt Recherche-Stipendien und betreut die Stipendiaten.
Er äußert sich auch zu medienpolitischen Fragen, etwa zur Informationsfreiheit und den journalistischen Auskunftsrechten. Zusammen mit anderen zivilgesellschaftlichen Gruppen wurde im Oktober 2022 der Entwurf für ein Bundestransparenzgesetz an die Bundesregierung übergeben.
Der Verein ist Mitunterzeichner der gemeinsamen Erklärung des Arbeitskreises Vorratsdatenspeicherung gegen den Gesetzesentwurf über die Vorratsdatenspeicherung.
2016 überarbeitete der Verein den 2006 veröffentlichten Medienkodex. Ständig diskutiert wird vor allem dessen Punkt fünf. Darin fordert der Verein mit dem Satz „Journalisten machen keine PR“ eine strikte Trennung von Journalismus und Public Relations.
2003 wurde der Verein mit dem Preis für die Freiheit und Zukunft der Medien der Medienstiftung der Sparkasse Leipzig ausgezeichnet.

## Geschichte
1. Vorsitzende
2001: Thomas Leif (SWR)

2011: Oliver Schröm (Stern)

2015: Julia Stein (NDR)

2021: Daniel Drepper
2. Vorsitzende
2001: Hans Leyendecker (Süddeutsche Zeitung)

2011: Markus Grill (Spiegel)

2013: Julia Stein (NDR)

2015: Cordula Meyer (Spiegel)

2021: Christina Elmer

2023: Annelie Naumann
Bedeutende Ereignisse
2004: Eigener Gesetzentwurf für ein Informationsfreiheitsgesetz des Bundes. Nach dieser Initiative wurde 2005 ein allgemeines Akteneinsichtsrecht bei öffentlichen Stellen des Bundes verabschiedet.
2006: Verabschiedung eines eigenen Medienkodex als ethische Leitlinie – mit der Forderung nach strikter Trennung von Journalismus und PR (überarbeitet 2016)
2011: Der Gründer und langjährige Vorsitzende Thomas Leif tritt von seinem Amt zurück, nachdem der Vereinsvorstand festgestellt hat, dass der Verein aufgrund falscher Abrechnungen rund 75.000 Euro an Zuschüssen von der Bundeszentrale für politische Bildung zu Unrecht erhalten hat. Die Zuschüsse sind umgehend zurückgezahlt worden. In den folgenden Jahren konnte der Verein seine Kooperationspartner zurückgewinnen (so auch die Bundeszentrale für politische Bildung) und seinen Haushalt stabilisieren. Der Verein schloss sich der Initiative Transparente Zivilgesellschaft an und veröffentlicht jährliche Finanzberichte auf seiner Website.
2014: Initiative zur Förderung des gemeinnützigen Journalismus, die zum eigenständigen Forum gemeinnütziger Journalismus wurde.
2016: Zusammen mit der Schöpflin-Stiftung Start der Grow-Stipendien für Gründer im Bereich des gemeinnützigen Journalismus.
2019: Ausrichtung der Global Investigative Journalism Conference (Weltkonferenz für investigative Journalisten) in Hamburg, mit rund 1.700 Journalisten aus 130 Ländern.
2020: Gründung der Fachgruppe Datenjournalismus
2022: Gründung der Fachgruppe Sozialjournalismus.